# Halichoeres marginatus
Espèce
Statut de conservation UICN

 LC  : Préoccupation mineure
Halichoeres marginatus, espèce communément connue sous le nom de girelle arc en ciel, est un poisson osseux de petite taille de la famille des Labridae.

## Aire de répartition
Cette espèce se trouve en mer Rouge jusqu'au Mozambique mais également à Hawaï, l'archipel des Tuamotu (Polynésie française), dans le sud du Japon et au sud de la Grande barrière de corail.

## Description
Ce poisson peut atteindre une longueur totale de 18 cm.

## Statut de conservation
L'espèce ne fait face à aucune menace importante au-delà de la collecte occasionnelle pour des aquariums.